# 大きすぎて潰せない

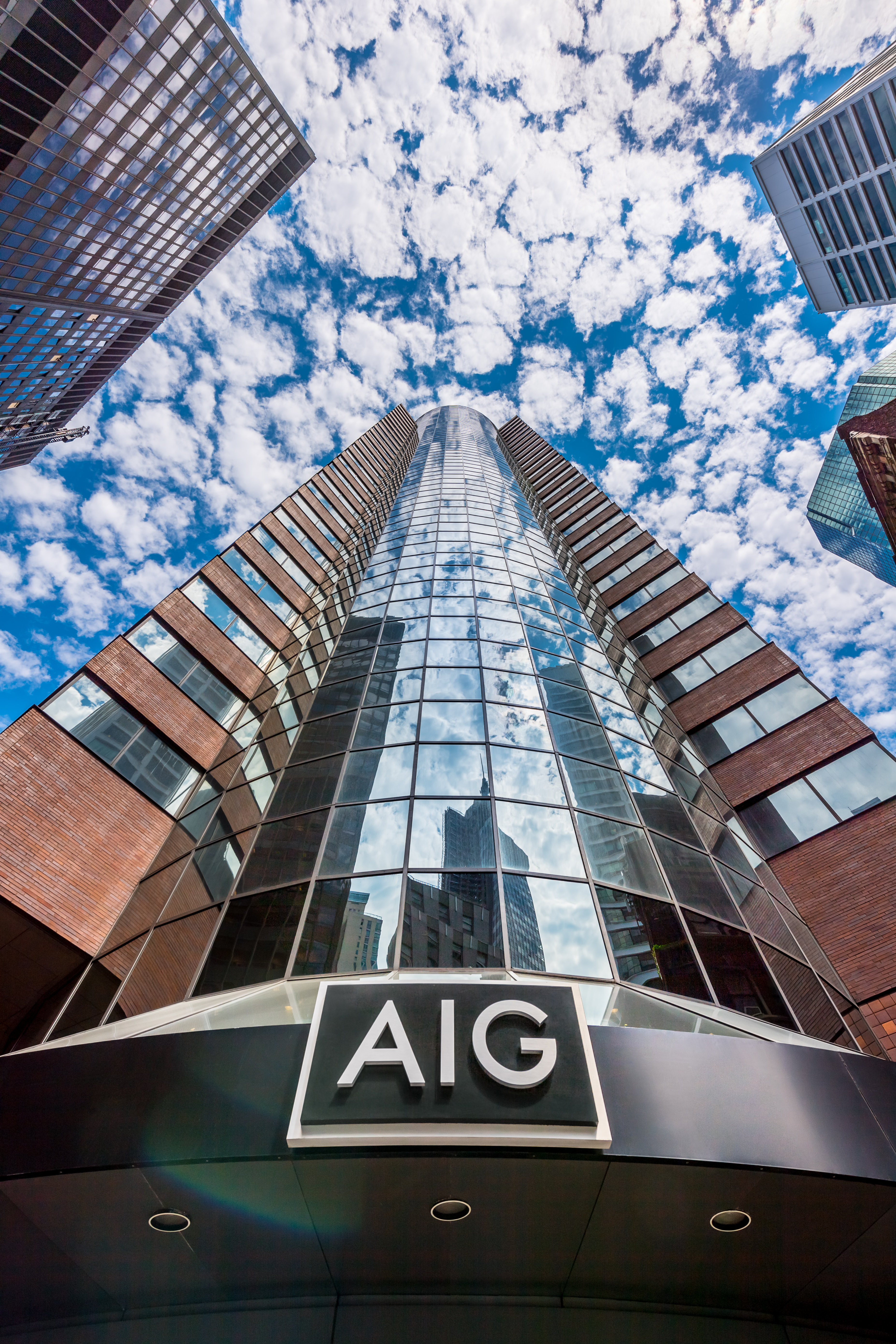
サブプライム住宅ローン危機の際にアメリカ合衆国政府により救済されたアメリカン・インターナショナル・グループの本社

「大きすぎて潰せない」（おおきすぎてつぶせない、英語: Too big to fail、略してTBTF）とは、特定の企業、特に金融機関はあまりにも大きく、相互依存関係にあるために破綻すれば広範な経済システムへの壊滅的打撃に繋がりかねず、破綻の瀬戸際に立った時に政府の支援が必要となってしまうことを指している。

## 概要
「大きすぎて潰せない」という慣用表現は、1984年の議会公聴会で連邦預金保険公社のコンチネンタル・イリノイ銀行への介入について議論した際に、米国下院議員のスチュアート・マッキーニーが使用したことで広く知られるところとなった。この表現は以前にもマスコミで時折使用されており、同様の考えが初期の銀行救済の動機となった。
この言葉は、2007年-2008年世界金融危機後、言説での使用が顕著になった。本政策は逆効果であり、リスク管理が効果的でないのであれば、大手銀行等の金融機関はそのまま破綻させるべきだとみる向きもあった。アラン・グリーンスパンを代表に、それほどまでに大きい組織であるのであれば、分割する必要があると考える専門家もいる。「大きすぎて潰せないのであれば、つまり大きすぎるということです。」ポール・クルーグマンなど経済学者の中には、金融危機は主に銀行の規模ではなく規制が不十分であることに起因すると考えているものもおり、大恐慌の際に小規模銀行の倒産が広範に起こったことを例示し、議論を展開した。
2014年、国際通貨基金 (IMF) などは、この問題はまだ対処されていないと述べた。システム上重要な銀行に対する新規制の個々の要素（追加の自己資本要件、監督体制の強化、破綻処理の枠組み）はTBTFの発生を減少させた可能性があるが、システム上重要な銀行の一覧が明確に存在するという事実は、その影響を部分的に相殺する。

## 定義
連邦準備制度理事会のベン・バーナンキ議長は2010年にこの言葉を次のように定義した。「大きすぎて潰せない企業とは、その規模、複雑性、相互接続性、機能の重要性があまりにも大きく、その企業が不意に清算に追い込まれた場合、金融システムや経済の他の部分が深刻な悪影響を受けてしまう企業のことである。」続けて、「政府が危機的状況にある大きすぎて潰せない企業に支援を提供するのは、その企業の経営者、所有者、債権者への好意や特別な配慮からではなく、無秩序な破綻を許すことによる経済全体への影響が、何らかの方法で破綻を回避するためのコストを大きく上回ると認識しているからである。破綻を回避するための一般的な手段の中には、合併の促進、信用の提供、政府の資本の注入が含まれ、これらすべてが、何ら対策を打たなければ損失を被ったであろう債権者のうち少なくとも一部を保護するものである。（中略）危機に一つの教訓があるとすれば、それは大きすぎて潰せないという問題は解決しなければならないものであるということであろう」と述べた。
バーナンキは、大きすぎて潰せない機関に関して、いくつかのリスクを取り上げた。
1. これら企業は深刻なモラルハザードをもたらす。「債権者が金融機関は破綻しないと確信していれば、本来ほどリスクに対する対価を求めず、したがって、市場規律が弱まるし、金融機関のリスクテイク状況のモニタリングに多くの資源を投入することもない。結果として、大きすぎて潰せない金融機関は、賭けがうまくいかなくても援助が得られることを予期し、望ましい水準よりも過大なリスクを取る傾向にある。」
2. 大企業と中小企業の間に不平等な競争環境が生じる。「このアンフェアな競争は、大きすぎて潰せない企業がもたらす成長へのインセンティブと相まって、経済効率と金融安定性を損ねるほど、リスクを増加させ、人為的に大きすぎて潰せない企業の市場占有率を高めてしまう。」
3. 特に適切な破綻処理手段がない場合、大きすぎて潰せない企業自体が金融安定性全体に対する大きなリスクになる。バーナンキは次のように述べた。「リーマン・ブラザーズの破綻とその他の大規模で複雑な金融機関が破綻寸前まで追い詰められたことは、金融市場を混乱させ、信用創造を阻害、さらに資産価格の急激な下落を誘発し、信頼感を傷つけることで、この危機と景気後退を著しく悪化させた。小規模で相互接続性の低い金融機関の破綻は、確かに重大な懸念事項ではあるが、金融システム全体の安定性に大きな影響はなかった。」[17]

## 銀行規制の背景

### 預貯金取扱銀行
大恐慌以前、米国の消費者の銀行預金は、政府によって保証されておらず、多くの預金者が同時に預金を引き出そうとする取り付け騒ぎのリスクの増加を招いた。銀行は預金の大部分を貸し出しており、よく言われるような金庫にはほんの一部しか保管していないため、取り付け騒ぎが起こると破産する可能性がある。大恐慌の間に、何百行もの銀行が破産し、預金者は預金を失った。その結果、米国は1933年に銀行法（グラス・スティーガル法と呼ばれることもある）を制定し、連邦預金保険公社（FDIC）を創設して、最大2,500ドルの預金を保証し、現在の250,000ドルまで継続的に引き上げられてきた。米国連邦政府が提供する預金保険と引き換えに、預貯金を取り扱う銀行は厳しく規制されており、リスクの低い資産に余剰な顧客預金を投資することとされている。大恐慌後、金融市場の取引に関与する金融機関の間には密接な関係があるために大きすぎて潰せないことが金融機関の問題となった。それにより、様々な金融商品の市場で流動性がもたらされる。 2008年の金融危機は、銀行や金融機関が保有・発行する金融商品の流動性と価値が急激に低下したことから始まった。

### 投資銀行とシャドーバンキングシステム
銀行とは対照的に、証券会社（投資銀行）は一般にプロの投資家から資金を調達し、多くの場合、自らの勘定または投資家の代理として、その資金を使った複雑かつリスクの高い投資を行う。また、証券会社は売りと買いの金融取引の両サイドにいる投資家間の仲介者としても機能するという点で「マーケットメーカー」でもある。グラス・スティーガル法は、1999年に廃止されるまで、銀行と証券会社とを分離していた。 2008年以前は、政府は投資家の資金を明示的には保証していなかったため、証券会社は銀行と同じ規制の対象ではなく、相当量のリスクを引き受けることができた。
投資銀行は、シャドー・バンキング・システムと呼ばれる銀行・金融業における別のイノベーションと合わせ、2007年までに銀行システムに匹敵するまでに成長した。2007年・2008年には、取り付け騒ぎと同等の現象が起こる対象となり、投資家（預金者ではなく）がシャドー・システムから資金源を引き出した。この取り付けは、サブプライム住宅ローン危機のことを指す。 2008年中に、米国最大の投資銀行5行は、破綻したか（リーマン・ブラザーズ）、他の銀行に格安で買収されたか（ベアー・スターンズとメリルリンチ）、破綻の危機に瀕し、連邦準備制度の追加支援を得るために預金取扱銀行の認可を取得した（ゴールドマン・サックスとモルガン・スタンレー）。さらに、2008年に、米国政府は不良資産救済プログラムを通じて救済資金を供給した。
連邦準備制度理事会のベン・バーナンキ議長は、2013年11月に、1907年恐慌が本質的に非預金取扱金融機関での取り付け騒ぎであったことを、2008年の金融危機との多くの類似点を上げつつ説明した。 1907年恐慌の結果の1つが、1913年の連邦準備制度の創設であった。

### 破綻処理の権限
1950年以前は、米国の連邦銀行規制当局は、破産した金融機関の破綻処理にあたって基本的に2つの選択肢があった。①資産の清算と預金保険の対象となる預金者への支払いを伴う閉鎖、または②他の企業による資産の取得と負債の引受を促すことによる購入と引受である。 3番目の選択肢が、連邦預金保険法が1950年に制定されたことで選択できるようになった。それは支援の提供、すなわち、金融機関が苦境から立ち直るまで、融資または連邦政府による資産の直接取得を通じて金融機関を支援する権限を与えるものであった。
法律上、「支援」の選択肢は、「適切な銀行サービスを提供するうえで銀行経営の持続性が不可欠である」場合に限定されていた。規制当局は、地域的ないしは全国的に重要な銀行が一般的に清算を行うことがないとみなされた場合に株式市場が歪められるのではないかと恐れて、この第三の選択肢を長年にわたって敬遠していた。したがって、この支援の選択肢は1950年から1969年までは採用されず、その後まず採用されることはなかった。過去の銀行の動向の調査によると、国立銀行時代の取り付け騒ぎに関連する消費損失は、株式市場の暴落による消費損失よりもはるかに大きいものだったことが示唆されている。
連邦預金保険公社改善法が1991年に可決され、FDICは、最も低コストな方法で破産した銀行を救済する責務が与えられた。同法における暗黙の目標とは、預金者や債券保有者の損失は大銀行では起こらないという預金者の中で広く信じられていた考えを排除することであった。ただし、同法においては、FDIC理事会、連邦準備制度理事会、および財務長官の3分の2の承認を条件として、システミックリスクの場合は例外だとされた。

## 分析

### 銀行の規模と集中

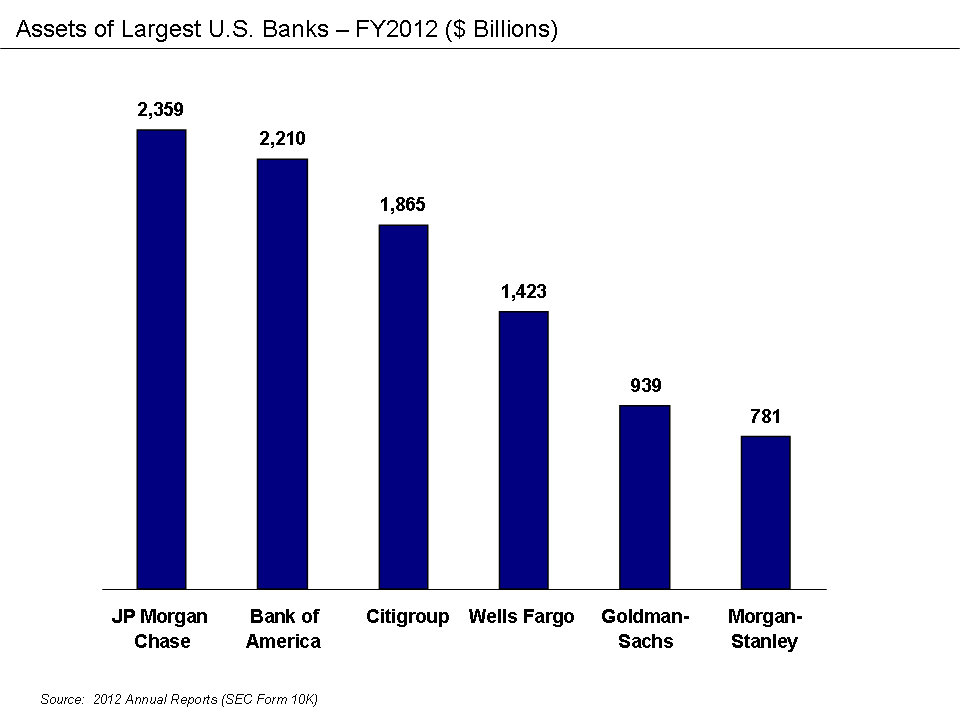
2012年度の年次報告書による米国最大の銀行の資産

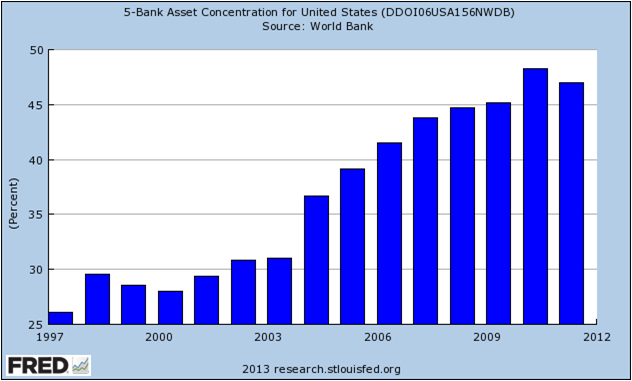
1997年から2011年までの米国最大の銀行5行が保有する銀行資産の割合

銀行の規模、複雑性、他の銀行との相互接続性は、2008年9月のリーマン・ブラザーズの倒産のように、金融システムや経済に大きな混乱を与えることなく、政府が銀行の破綻処理を行う（軟着陸させる）能力を阻害する可能性がある。 この「大きすぎて潰せない」企業体のリスクは、納税者の血税を使用した政府によるベイルアウトの可能性を高める。
米国最大の銀行は、銀行資産の集中が高まる一方で、拡大を続けている。米国の最大の銀行6行は、2012年の年次報告書（SEC Form 10K）によれば、2012年末の時点で9兆5,760億ドルの資産を保有していた。規模に関して言えば、2012年の米国のGDPの59％に相当する162億4500万ドルだった。米国の上位5行は、1998年に米国の銀行資産の約30％を保有していた。2008年までに45％、2010年までに48％に上昇し、その後2011年に47％に低下した。
この集中は、サブプライム住宅ローン危機とその余波が残っている間も続いた。 2008年3月、JPモルガン・チェースは投資銀行のベアー・スターンズを買収した。バンク・オブ・アメリカは2008年9月に投資銀行のメリルリンチを買収した。ウェルズ・ファーゴは2009年1月にワコビアを買収した。投資銀行のゴールドマン・サックスとモルガン・スタンレーは、預金取扱銀行持株会社の認可を取得した。これにより、追加的な連邦準備制度のクレジットラインが利用できるようになった。
米国の銀行の銀行預金の合計は、1960年から2006年までGDPの約60〜70％の範囲に収まっていたが、金融危機の期間、2009年にピークとなる84％近くまで跳ね上がり、2011年までに77％に低下した。
米国の商業銀行・貯蓄銀行の数は、1984年にピークとなる14,495行に達し、2010年末までに6,532行まで減少した。 2011年時点で、米国の大手銀行10行が米国の預金の50％近くを保有している。

### 暗黙に保証された補助金
「大きすぎて潰せない」銀行の預金と負債は全額政府によって事実上保証されているため、大口の預金者や投資家は、大きすぎて潰せない銀行への投資を小規模な銀行への預金よりも安全な投資だと考えている。したがって、大手銀行は、小規模な銀行よりも低い金利で預金者や投資家から資金を調達できる。
2009年10月、当時のFDICの理事長であったシェイラ・ベアは、次のようにコメントした。
「『大きすぎてつぶせない』は悪化してしまった。かつては目に見えなかったものが、今やはっきりと見える。巨大銀行と小規模な銀行との間に競争力の格差が生じている。小さな銀行なら破綻するかもしれないと、誰もが知っているからだ。それゆえに、小さな銀行が資金調達するコストが高騰している。」 研究では、銀行が大きすぎて潰せない状態の閾値であると一般に見なされる資産水準を超える合併に対して進んでプレミアムを支払うことが明らかになっている。
経済政策研究センターが実施した研究によれば、2008年第4四半期に米国で「大きすぎて潰せない」政策が正式に実施された後、資産規模が1,000億ドルを超える銀行の資金コストと小規模銀行の資金コストの差が劇的に拡大したことが明らかになった。この大銀行の資金コストのシフトは、実質的には、資産規模が1,000億ドルを超える米国の18行への年間340億ドルに相当する間接的な「大きすぎて潰せない」補助金といえるものであった。
Bloomberg Viewの編集者は、暗黙の政府支援により新規調達を0.8パーセント有利に行えたことを踏まえ、米国の大手銀行10行に年間830億ドルの助成金があったと推定した。つまり、大手銀行の利益は主に納税者の支援に基づく幻影である。
Frederic SchweikhardとZoe Tsesmelidakisによる別の研究 によれば、2007年から2010年にかけて、アメリカの最大手銀行には政府によるベイルアウトというセーフティネットがあることが認識されたことで、節約できた金額は1,200億ドルと推定した。アメリカの最大手銀行の推定節約額は、シティグループで530億ドル、バンク・オブ・アメリカで320億ドル、 JPモルガンで100億ドル、ウェルズファーゴで80億ドル、 AIGで40億ドルだった。本研究では、ベイルアウトの終了を約束したドッド・フランク法の成立によって、「大きすぎて潰せない」金融機関のクレジット価格があがる（すなわち、暗黙の補助金が減る）ことは一切起きなかったことが指摘されている。
2013年のある研究（Acharya、Anginer、Warburton）では、大規模な金融機関に対する暗黙の政府支援によって提供される資金調達コストの減少幅が測定された。クレジットスプレッドは、1990年から2010年までの期間平均に関して約28ベーシスポイント（0.28％）低く、ピークとなる2009年には120ベーシスポイントを超えていた。 2010年には、最大手銀行への暗黙の補助金は1,000億ドル近くの価値があった。著者らは、「ドッド・フランク法の成立は政府の支援の期待を排除しなかった」と結論付けた。
経済学者のランドール・クロスナーは、大銀行と中小銀行の間の資金調達コストの差を評価するいくつかのアプローチをまとめた。この論文では、方法論について議論しており、大規模な金融機関に有利な点があるのかどうかという質問には具体的に答えてはいない。
2013年11月、信用格付機関ムーディーズは、米国の大手銀行8行が破産した場合に政府の支援を受けられるとはもはや想定していないと報告した。しかし、GAOは、金融危機が発生した場合、政治家と規制当局は依然として大手銀行とその債権者のベイルアウトという大きな圧力に直面するであろうと報告した。

### モラルハザード

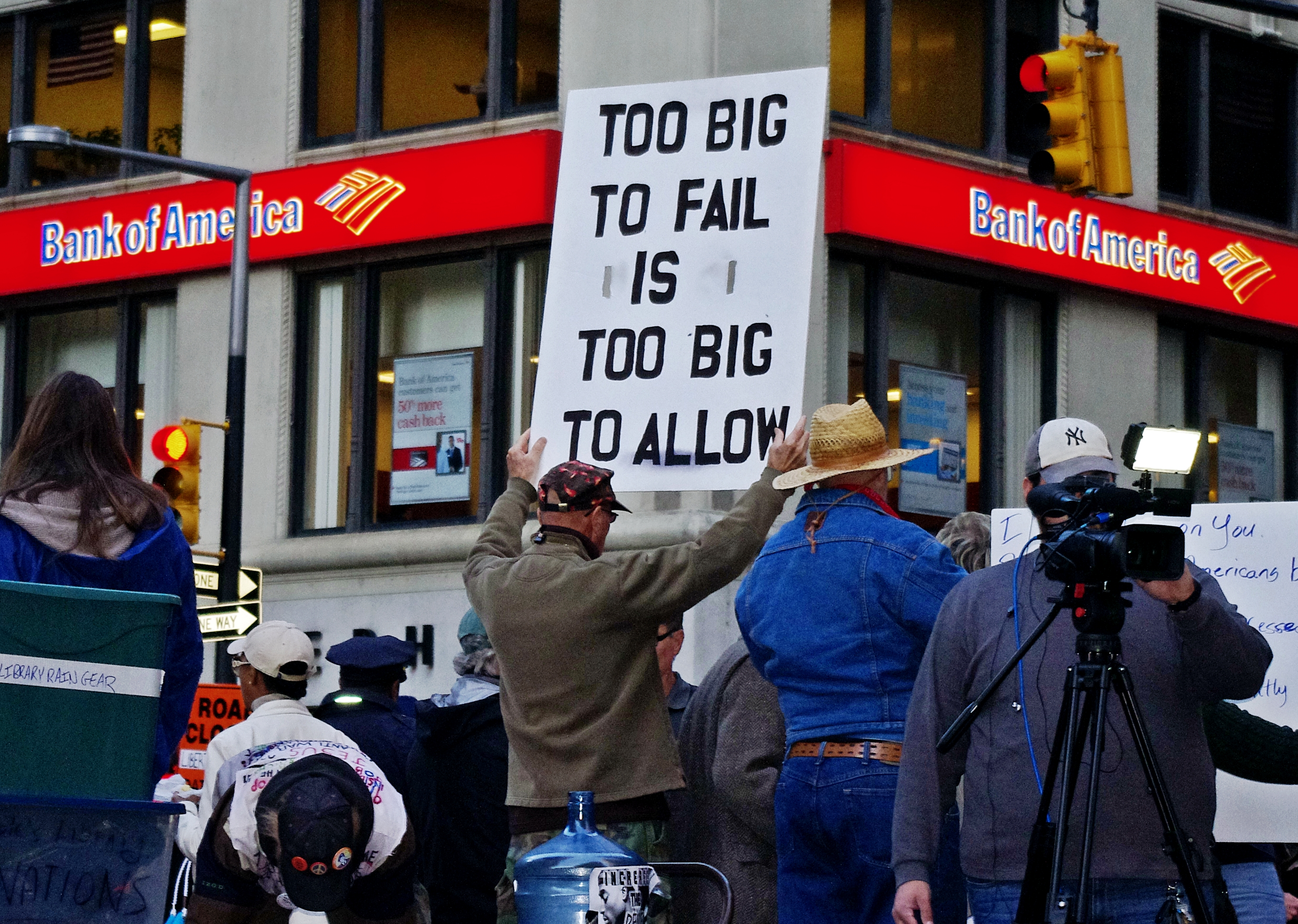
大きすぎて潰せないと思われる金融機関に抗議する運動ウォール街を占拠せよの男性

「銀行は取引が成功すれば利益を得るというのが今の世の習いだが、大きな賭けの結果銀行がつぶれた場合、納税者がその支払いを押し付けられる可能性がある」といわれることもある。さらに、バーニー・サンダース上院議員は、納税者が金融機関を破産から救済するのに貢献しているのなら、「この政府によるベイルアウトから生じる利益を分かち合うことによってリスクを引き受けた見返りを受け取れるべきである。」と論じた。
この意味で、アラン・グリーンスパンは、「倒産は市場システムの不可欠な部分であり、必要な部分である」と断言している。つまり、ベイルアウトされた金融機関は金融システムにとって確かに重要であったけれども、救済がなかった場合に引き受けなかったであろう以上のリスクを引き受けてしまったという事実は、政府がその金融機関に自らの行いの責任を取らさせるのには十分であろうということである。次回はやり方を変えるように金融機関を動機付ける教訓となったのであろう。
巨大銀行の政治力と大規模訴訟による経済的影響のリスクのため、巨大金融機関の幹部に関して「大きすぎて投獄できない (too big to jail)」という用語が使われるようになった。
2013年3月6日、米国のエリック・ホルダー司法長官は上院司法委員会で証言し、犯罪の疑いがある場合に、刑事告発を行えば銀行の存続を脅かすことになり、その相互接続性により国家経済や世界経済が危うくなる可能性があるため、巨大銀行が規模により司法省が刑事告発を行うことが困難になっているとした。「金融機関の一部は大きくなりすぎた。より適切と思われる解決策を提示する能力を阻害する影響を与えている」とホルダーは委員会に語った。 ホルダーの発言は、司法省の「不正行為に対する積極的な取り締まり」を擁護した司法省副長官補佐官の以前の供述書の内容と矛盾している。ホルダーは、少なくとも1つの法律事務所と金銭的な関係を持って事実上の起訴免除の恩恵を受けており、また大規模な金融機関の犯罪に対する起訴率は20年来の低水準にある。
その4日後、ダラス連邦準備銀行のリチャード・フィッシャー総裁とハーヴェイ・ローゼンブルム副総裁は、ドッド＝フランク・ウォールストリート改革および消費者保護法が巨大金融機関に対して適切な規制を提供できなかったことに関して、ウォール・ストリート・ジャーナル紙の論説を共同執筆した。フィッシャーは、3月8日の保守政治活動協議会でのスピーチに先立ち、巨大銀行を「小さすぎて救済の対象にならない (too small to save)」ように小さな銀行に分割することを要求し、連邦預金保険と連邦準備制度の割引窓口双方へのアクセスをメガバンクに対して差し控えさせることを提唱し、連邦預金保険と金融ソルベンシー支援の欠如について顧客への開示を要求することを提案した。このような提案が米国の銀行高官や著名な保守派によってなされたのはこれが初めてだった。トーマス・ホーニグ、エドワード・プレスコット、グレン・ハバード、デイヴィッド・ヴィッターなどのその他の保守派も最大規模の銀行を分割することを提唱したが 、リベラル派評論家のマシュー・イグレシアスはその動機と真の超党派的コンセンサスの存在を疑問視した。
シェロッド・ブラウン上院議員（オハイオ州民主党）とチャールズ・グラスリー上院議員（アイオワ州共和党）は、2013年1月29日のホルダーへの書簡の中で、「司法省の検察哲学に関する重要な疑問」を挙げ、この司法省の方針を批判していた。ブラウンとグラスリーは、 司法省の回答書を受け取った後、声明を発表し、「司法省の回答はあまりにも回避的である。私たちの質問に答えていない。私たちは、司法省が特定の金融機関を『大きすぎて投獄できない』と判断し、それらの金融機関を起訴することで金融システムにダメージを与えると判断した経緯と理由を知りたい」と述べている。
カリーム・セラゲルディンは、住宅市場の崩壊に伴い住宅ローン債の価値を膨らませた役割を果たしたとして2013年11月22日に有罪を認め、懲役2年半の実刑判決を受けた。2014年4月30日時点も、セラゲルディンは、グレート・リセッションを引き起こした「金融危機を理由に起訴された唯一のウォール街幹部」である。

## 解決策
「大きすぎて潰せない」問題の解決策は提案されているものの、議論の分かれるところである。その選択肢には、例えば銀行の分割、リスクを削減させる規制の導入、巨大金融機関に対する銀行税の増税、監視委員会によるモニタリングの強化などが挙げられよう。

### 最大の銀行の分割
50人以上の経済学者や金融専門家、銀行家、金融業界グループ、そして銀行自体が、巨大な銀行をより小さな金融機関に分割することを求めた。この理由は、最大規模の銀行がもたらす金融システムへのリスクを制限することと、銀行の政治的影響力を制限することの二つとされている。
例を挙げれば、経済学者のジョセフ・スティグリッツは2009年にこのように記述している。「米国であれ、英国であれ、それ以外の国であれ、巨大銀行は[ベイルアウト]費用の大部分に関して納税者に支払い義務があった。アメリカでは、今年だけで106行にも及ぶ小規模銀行が破産した。巨額のコストを提示するのは巨大な銀行、メガバンクである ... 潰すには大きすぎる銀行は、存続するには大きすぎる。存続するならば、「効用」モデルとも呼ばれるものの内に存在しなければならない。すなわち、厳しく規制されていることを意味する。」また、メガバンクの規模、インセンティブ、相互接続性に関連するいくつかの危機の原因についても記述した。

### 規制によるリスク量の削減

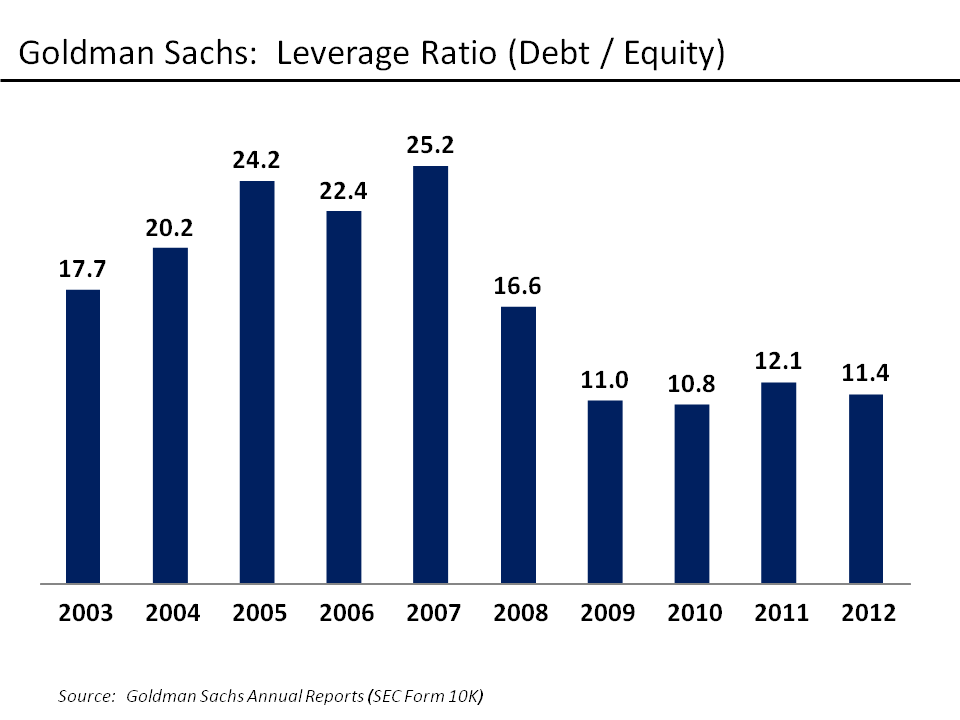
2003年から2012年までの投資銀行ゴールドマン・サックスのレバレッジ比率（負債を資本で割った値）。比率が低いほど、企業が損失に耐える能力が高まる

米国では、2010年7月に、2007年に始まったサブプライム住宅ローン危機を受けた金融システムの規制強化を目的とし、ドッドフランク法が可決された。他の監督段階の中でもとりわけ、ドッド・フランク法は、銀行に対してより大きな財務クッション（すなわち、レバレッジ比率の減少または資本比率の向上）を要求することで、取るリスク量を減らすことを要求している。
銀行は、質が高く、銀行または金融システムのいずれかが資金難に陥った場合でも売却しやすい資産の比率を維持することが求められる。これらを資本要件という。さらに、2008年の金融危機以来、規制当局は銀行と共同でレバレッジ比率を引き下げてきた。たとえば、投資銀行のゴールドマン・サックスのレバレッジ比率は、2007年に25.2%のピークを記録した後、2012年には11.4%に低下し、リスクプロファイルが大幅に低下したことを示している。
ドッド・フランク法には、商業銀行による自己勘定取引を禁止する提言である一種のボルカー・ルールが含まれている。自己勘定取引とは、顧客の預金を用いて、顧客ではなく銀行の利益のためにリスク性資産に投機することを指す。ドッド・フランク法は成立したものの、この禁止にはいくつかの抜け穴があり、特定の状況では自己勘定取引が可能になる。しかし、同法の上記内容を実施するのに必要な規制は2013年に行われず、銀行のロビー活動による攻撃を受けていた。
もう1つの主要な銀行規制である1933年制定のグラス・スティーガル法は、1999年に事実上廃止された。この廃止により、預託銀行は新規事業に参入し、事業範囲を拡大することができた。上院議員のジョン・マケインとエリザベス・ウォーレンは、2013年にグラス・スティーガル法の復活を提案した。

### 大きすぎて潰せない税
経済学者のウィレム・ブイターは、「大きすぎて潰せない」金融機関が負担すべき莫大な費用を内部化するための税金を提案する。 「規模により外部性が生じる際、負の外部性に対してやることといえば？それに課税するだろう。規模を制限するもう1つの方法は、規模に対して課税することだ。これは、事業の規模に対して累進的な資本要件（付加価値やバランスシートの規模などの指標を用いて定義する）を通じて行うことができる。適者と政治的なコネクションが最も厚い者が生存するネオダーウィニズムを防ぐため行われる斯様な措置は、（規模とは無関係に、最小限度の下限を除いて）リスクを規制することを目的とした限られたレバレッジ比率に基づく当局の介入とは区別されるべきである。」

### モニタリング
2018年11月16日、金融安定理事会と称される政策研究開発機関は、その規模と役割から、破綻すれば深刻なシステム上の問題を引き起こす可能性がある金融機関を意味する「システム上重要な金融機関」であるとして、全世界の銀行29行からなるリストを公表した。
- 中国農業銀行
- サンタンデール銀行
- バンク・オブ・アメリカ
- 中国銀行
- バンク・オブ・ニューヨーク・メロン
- バークレイズ
- BNPパリバ
- 中国建設銀行
- シティグループ
- クレディアグリコル
- Credit Suisse
- ドイツ銀行
- ゴールドマン・サックス
- Groupe BPCE
- HSBC
- 中国工商銀行
- INGグループ
- JPモルガン・チェース
- 三菱UFJフィナンシャル・グループ
- みずほフィナンシャルグループ
- モルガン・スタンレー
- カナダロイヤル銀行
- ソシエテ・ジェネラル
- スタンダードチャータード銀行
- ステート・ストリート
- 三井住友フィナンシャルグループ
- UBS
- ウニクレディト
- ウェルズ・ファーゴ

## 本件に関する特筆すべき見解

### 経済学者
50人以上の著名な経済学者、金融専門家、銀行家、金融業界団体、銀行自身が、大規模な銀行をより小さな機関に分割することを呼びかけている。 （売却も参照のこと。 ）
ポール・クルーグマンのような経済学者の中には、銀行の危機は、銀行自体の規模というより、規制が不十分であることに起因すると考える者もいる。クルーグマンは、2010年1月に、銀行を分割するよりも、そのリスクテイク（レバレッジ）を減らすことが肝要であると記述した。
経済学者のサイモン・ジョンソンは、金融システムを保護するだけに留まらず、最大規模の銀行の政治力を低下させるためにも、規制の強化と巨大銀行の分割の双方を提唱している。

### 政治家
近年の米国の大手金融機関の「大きすぎて潰せない」状態について、米国政府で最も声高に反対しているのは、エリザベス・ウォーレンである。 2013年2月14日に行われた最初の米上院銀行委員会の公聴会で、ウォーレン上院議員は、ウォール街の銀行を最後に裁判にかけたのはいつかと幾人かの銀行規制当局者に回答を求め、「『大きすぎて潰せない』ことが、大きすぎて審理にかけられないことになるのではないかと懸念している」と述べた。 「大きすぎて潰せない」を中心としたウォーレンの質問動画がネット上で人気となり、数日で100万回以上の再生回数を記録した。
2013年3月6日、米国司法長官のエリック・ホルダーは、経済に対するリスクがあるために、司法省が大手銀行を犯罪で起訴するのが困難になっていると上院司法委員会に語った。4日後、ダラス連邦準備銀行のリチャード・W・フィッシャー総裁は、保守政治活動協議会でのスピーチに先立ち、大銀行を小銀行に分割し、連邦預金保険と連邦準備銀行の割引窓口双方へのアクセスはメガバンクに対しては打ち切られるべきだと述べた。トーマス・ホーニグ、エド・プレスコット、グレン・ハバード、デイヴィッド・ヴィッターなどの保守派も、最大規模の銀行を分割することを提唱した。

### 国際機関
2013年4月10日、国際通貨基金のクリスティーヌラガルド専務理事は、ニューヨーク経済クラブに「大きすぎて潰せない」銀行は「これまで以上に危険」となり、「包括的で明確な規制[および]より集中的で内部まで立ち入る監督」を以って制御されなければならないと語った。

### その他評論家
ロン・サスキンドは、著書『Confidence Men』の中で、バラク・オバマ政権が2008年の金融危機の渦中にあったシティバンクなどの大手銀行の分割を検討していたと主張した。ティモシー・ガイトナーなどのオバマ大統領の側近がその実行を拒否したのだと述べた。同政権とガイトナーは、このような事実関係はないと否定した。
2003年から2013年にかけてイングランド銀行総裁を務めたマーヴィン・キングは、投機的な投資銀行業務に対して銀行には納税者からの資金提供を受けられる保証があるという問題の解決策として、「大きすぎて潰せない」銀行の規模を縮小するよう呼びかけた。 「大きすぎて潰せないと思われる銀行があるとすれば、アメリカの著名な経済学者の言葉を借りれば、まさに大きすぎるのだ。巨大銀行に、一般大衆向けの商業銀行業務をリスクの高い投資銀行業務や資金調達戦略と組み合わさせ、さらに破綻に対して暗黙の国家保証を提供することは賢明ではない。」
アリスター・ダーリング元財務大臣は、「多くの人が大手銀行にどう対処するか話している。銀行は金融システムにとって非常に重要であり、破綻することは許されないが、解決策は、一部の人が提案しているような銀行の規模を制限するというものほど単純ではなかろう」として反対の立場を明らかにした。さらに、アラン・グリーンスパンは「大きすぎて潰せないならば大きすぎるのだ」と述べ、米国の規制当局に「大きすぎて潰せない」と考えられる大規模な金融機関を分割することを検討するよう提案した。続けて、「大規模な金融機関に対する手数料や自己資本を引き上げたり、課税したりするだけでは不十分だと考える...金融機関はそれを吸収し、それに対応して事業を続けるだろうし、それは全く非効率的で、それでも金融機関は預金を使用しているだろう」と述べた。

## 世論調査
ギャラップは2013年6月に次のように報告した。「米国の銀行に対するアメリカ人の信頼感は6月に26％に上昇し、前年の過去最低の21％から上昇した。米国の銀行に「非常に」または「かなり」信頼感があると答えたアメリカ人の割合は、2008年6月以来の最高点にあるが、2007年6月に測定された景気後退以前の水準である41％をはるかに下回っている。2007年から2012年の間に、銀行に対する信頼感は半分、すなわち20%にまで低下した。」ギャラップはまた、このような報告も行った。「ギャラップが1979年に初めて銀行に対する信頼感を測定した際、アメリカ人の60％が銀行に対して非常に、あるいはかなり信頼感があると回答し、その数値は教会に次ぐものだった。これほどの高い信頼感は、その後同水準になったことはなく、1930年代の大恐慌後に確立された強力な米国の銀行システムと、それに関連して銀行や規制当局が米国人のシステムに対する信頼を構築するために努力した結果である可能性が高い。」

## 銀行業界によるロビー活動
米国では、2011年1月1日から6月30日までの間に、銀行業界は1億ドル以上を政治家や規制当局へのロビー活動に費やした。金融、保険、不動産業界でのロビー活動は1998年以来毎年増加しており、2012年には約5億ドルであった。

## 歴史的な例
2008年の複数の企業の破綻とベイルアウトに先立ち、1763年にアムステルダムのレーンデルト・ピーテル・デ・ヌフヴィルとベルリンのヨハン・エルンスト・ゴッツコウスキーが破産したことや、1980年代・1990年代に「大きすぎて潰せない」例があった。例えば、コンチネンタル・イリノイ銀行やロングターム・キャピタル・マネジメントなどである。

### コンチネンタル・イリノイ銀行の場合
「大きすぎて潰せなかった」ために救済された銀行の初期の例としては、1980年代のコンチネンタル・イリノイ国立銀行・信託会社が挙げられよう。

#### 苦難
コンチネンタル・イリノイ国立銀行・信託会社は、1980年代初頭にその資産の質が全体的に低下する憂き目にあった。資金のひっ迫や、メキシコのデフォルト（1982年） 、原油価格の急落が、同行が積極的に、商業貸付事業、ラテンアメリカでのシンジケートローン事業、エネルギー部門への貸付参加を追求していた時期に続いた。事態をさらに複雑にしたのが、同行の資金調達構成が譲渡性預金と外貨の短期金融市場に大きく依存しており、すなわち預金者が米国の平均的な個人の預金者よりもリスク回避的であったことである。

#### 支払い危機
同行は、オクラホマ州のペンスクエア銀行の投機的な石油・ガスローンに多額の出資を行った。1982年7月にペンスクエア銀行が破綻した際、コンチネンタル銀行の資金難は深刻化し、破綻のうわさが流れ、1984年5月初旬に投資家と預金者が取り付けしたことで最高潮に達した。取り付けが起こった週に、 FRBはコンチネンタル・イリノイ銀行に対して割引窓口制度を通じ36億ドルほどの信用供与を行った。依然として深刻な資金難を抱えていたため、同行の経営陣は翌週、マネーセンターバンクのシンジケート団からさらに45億ドルの貸出枠を取得した。これらの措置を行っても取り付けを止めることはできず、規制当局は危機に直面した。

#### 規制危機
同行は預金量で全国第7位であったが、まもなく預金の支払い義務を果たすことができなくなるであろうと思われた。規制当局は、この問題をいかに解決するか難しい決断を迫られた。3つの選択肢がありえたが、真剣に検討されたのはうち2つだけであった。コンチネンタル銀行よりはるかに小さな銀行でさえ、清算を行えば必然的な混乱の発生が予見されるために、清算による破綻処理は不適切であるとみなされた。通常の流れでは買い手を探すことになる（そして実際、1984年、買い手の模索が進行中であるという報道は、コンチネンタルの預金者の懸念につながった）。しかし、1980年代初頭の厳しい金融環境下では、買い手は見つからなかった。
規模や預金者のパニックの伝染、銀行の資金難といった一般的な懸念に加え、規制当局は国内の支払い・決済システムが著しく混乱してしまうことを恐れていた。特に懸念されたのは、コンチネンタル・イリノイ銀行に投資された資本のうちの高い割合を占めるコルレス銀行の幅広いネットワークであった。実質的に、同行は「大きすぎて潰せない」と見なされ、「支援を提供する」オプションが仕方なく採用された。そこでジレンマとなったのは、いかにして国内銀行システムのバランスを大きく崩さずに支援を提供するかということだった。

#### 取り付けの停止
即破綻してしまうことを防ぐため、連邦準備制度は、コンチネンタル銀行が流動性を必要とする場合には断固としてそれに対応すると発表し、連邦預金保険公社（FDIC）は、（FDICの預金保険限度額10万ドルとは別に）預金者と一般債権者に全額保証を与え、20億ドルの直接援助を提供した（資本注入を含む）。マネーセンターバンクは、破綻処理と通常業務の再開を待って、さらに53 億ドルの無担保融資枠を設定した。これらの措置は、預金の流出を遅らせたが、止めることはできなかった。

#### 論争
その後の米国上院の公聴会で、当時通貨監督官だったC.T. Conoverは、規制当局が最大手11行を破綻させることはないと認めることで、自身の立場を擁護した。

### ロングターム・キャピタル・マネジメント
ロングターム・キャピタル・マネジメント L.P.（LTCM）は、コネチカット州グリニッジに本拠を置くヘッジファンド資産運用会社であり、高い財務レバレッジと絶対収益型取引戦略を組み合わせた投資を行っていた。同社のマスターヘッジファンドであるロングターム・キャピタル・ポートフォリオ L.P.は、1990年代後半に崩壊し、1998年9月23日に、連邦準備制度の監督の下、金融機関14社の間で36億ドルの資本増強（ベイルアウト）を行う旨の合意に至った。
LTCMは、1994年に、ソロモン・ブラザーズの元副会長兼債券取引責任者であったジョン・W・メリウェザーによって設立された。 LTCMの取締役会の中には、「デリバティブの価格付けを行う新しい手法」で1997年のノーベル経済学賞を共有したマイロン・S・ショールズとロバート・C・マートンもいた。当初、最初の数年間は年率40％以上（手数料控除後）の収益率を記録し、成功をおさめたが、1998年に、ロシア金融危機後わずか4か月足らずで46億ドルを失った結果、連邦準備制度による介入が必要となり、ファンドは2000年の初めに清算と解散を行った。

## 各国の情勢

### 日本

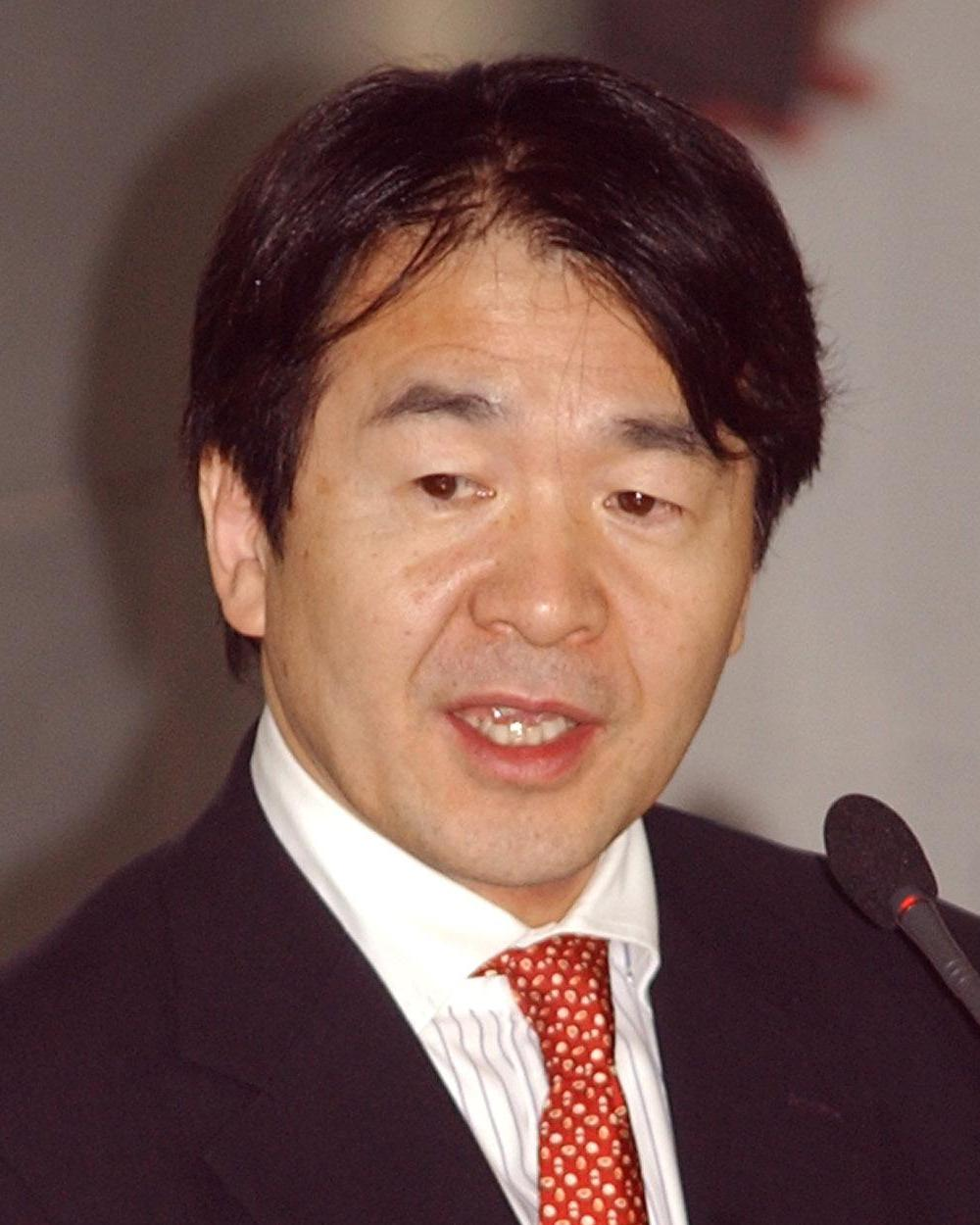
“too big to fail”に関する発言が問題視された竹中平蔵

2002年の『ニューズウィーク』のインタビューにて、第1次小泉第1次改造内閣の金融担当大臣であった竹中平蔵が、四大銀行であっても“too big to fail”の考えはとらないと発言した。現職大臣である竹中の発言が報じられると、大きな物議を醸し、日経平均株価が急落する事態となった。
『讀賣新聞』は、かつて第1次若槻内閣にて大蔵大臣の片岡直温の失言により東京渡辺銀行で取り付け騒ぎが発生し金融恐慌のきっかけとなったことを引き合いに出し、不用意な竹中の発言を批判した。竹中の発言は国会でも問題視されたことから、竹中は「そういうことは一切言っておりません」 と主張して自身の発言を否定しつつも「結果的にはそのようなことが広まってしまったということに対しては、これは私の不徳のいたすところであるというふうに反省をしております」 と謝罪した。さらに「ニューズウイークのインタビューはもともと英語で行っております」 と述べたうえで、英語の原文を読めば当該発言がなかったことがわかると説明した。一方、『ニューズウィーク』はインタビューの英語原文を公開したため、「マージャーズ ハブ レフト ジャパン ウイズ フォー メガバンクス。アー ゼイ ツー ビッグ ツー フェール？」（合併によって4つのメガバンクが残った。これらは「too big to fail」なのか？） という質問に対して、竹中が「ビッグ バンクス ハブ ゼア メリッツ」（銀行が大きいことにはそれなりのメリットがある）「バット ウイ ドント ホールド ザ アイデア ザット ゼイ アー ツー ビッグ ツー フェール」（しかし「too big to fail」とは考えていない） と回答している様子が公表された。その結果、竹中の発言の有無を巡り論争となった。

### カナダ
2013年3月、カナダの金融機関監督局は、国内の6大銀行であるモントリオール銀行、ノバスコシア銀行、カナダ帝国商業銀行、カナダ・ナショナル銀行、カナダロイヤル銀行、トロント・ドミニオン銀行は、大きすぎて潰せない状況にあると発表した。当時、六大銀行だけではカナダの銀行資産の90％を占めていた。 「国内資産のみを考慮すれば、大手行間の差異は小さく、上位5行以降、および6行目（ナショナル銀行）以降、相対的な重要性は急速に低下する」と声明を出した。

### ニュージーランド
救済しないという政府の言質があろうと、ニュージーランドの野党と一部のメディアコメンテーターは、最大手の銀行は大きすぎて潰せず、暗黙の政府保証があると述べている。

### イギリス
デーヴィッド・キャメロン首相（2010年–2016年）の下で大蔵大臣を務めたジョージ・オズボーンは、大きすぎて潰せない銀行を分割するという脅しに出た。
大きすぎて潰せないという考えから、立法府や政府は、これらあまりにも重要な組織の範囲を制限し、リスキーであったり投機的であろうと考えられる活動を規制するという難題に直面しており、英国においてこの規制を実現するには、銀行が英国独立銀行委員会の報告書に従うことが求められよう。